# عزیزم، ما خودمان را کوچک کردیم
عزیزم، ما خودمان را کوچک کردیم (به انگلیسی: Honey, We Shrunk Ourselves) فیلمی محصول سال ۱۹۹۷ و به کارگردانی دین کندی است. در این فیلم بازیگرانی همچون ریک مورانیس، ایو گوردون، باگ هال، استوارت پنکین، روبن بارتلت، آلیسون مک، جیک ریچاردسون و میلا کونیس ایفای نقش کرده‌اند.